# Åsa Romson
Åsa Romson (née le 22 mars 1972 à Stockholm) est une femme politique suédoise, porte-parole du Parti de l'environnement Les Verts (MP) depuis mai 2011 aux côtés de Gustav Fridolin et vice-Première ministre suédoise et ministre du Climat et de l'Environnement de 2014 à 2016.

## Biographie
Membre du MP depuis la fin des années 1990, Romson siège, entre 2002 et 2010, au Conseil municipal de Stockholm. Lors des élections générales de 2010, elle est élue députée, et devient alors la porte-parole du parti pour la politique environnementale et climatique.
Le 29 mars 2011, elle annonce sa candidature au poste de porte-parole de son parti, en binôme avec Gustav Fridolin. Ils sont tous deux élus le 21 mai 2011.
Elle et Gustav Fridolin sont brièvement les chefs de l'opposition pendant six jours en janvier 2012, lorsque le plus grand parti de l'opposition (le Parti social-démocrate) se retrouve sans leader.
En 3 octobre 2014, elle est vice-Première ministre et ministre de l'Environnement dans le gouvernement Löfven.
Désavouée par les instances de son parti, qui refusent de la soutenir lors du congrès à venir, elle démissionne le 9 mai 2016.